# Cycnidolon trituberculatum
Cycnidolon trituberculatum är en skalbaggsart som beskrevs av Martins 1969. Cycnidolon trituberculatum ingår i släktet Cycnidolon och familjen långhorningar.
Artens utbredningsområde är Costa Rica. Inga underarter finns listade i Catalogue of Life.